# Misgav
Il consiglio regionale di Misgav (in ebraico מועצה אזורית משגב‎?, Mo'atza Azorit Misgav ISO 259-3 Moˁaça ʔazorit Miśgabb) è un consiglio regionale della Galilea nel nord di Israele. Il consiglio regionale ha una popolazione di 27 421 abitanti e comprende 35 piccole città, per lo più insediamenti comunitari, ma anche diversi kibbutz e moshav. La popolazione di 29 di questi è principalmente composta da ebrei e 6 da beduini. La regione è nota per il modo in cui le comunità ebraiche e non vivono fianco a fianco.
Il consiglio regionale della designazione amministrativa non implica che ogni città in alcune regioni geografiche contigue appartenga ad essa. La maggior parte delle città arabe della regione non fanno parte del consiglio regionale e sono considerate consigli locali separati. Né è Karmiel, una città che si trova nel cuore della regione di Misgav, ma non appartiene al consiglio regionale. La sola popolazione di Karmiel è più del doppio di quella dell'intero consiglio regionale di Misgav.